# ベネルクストレイン

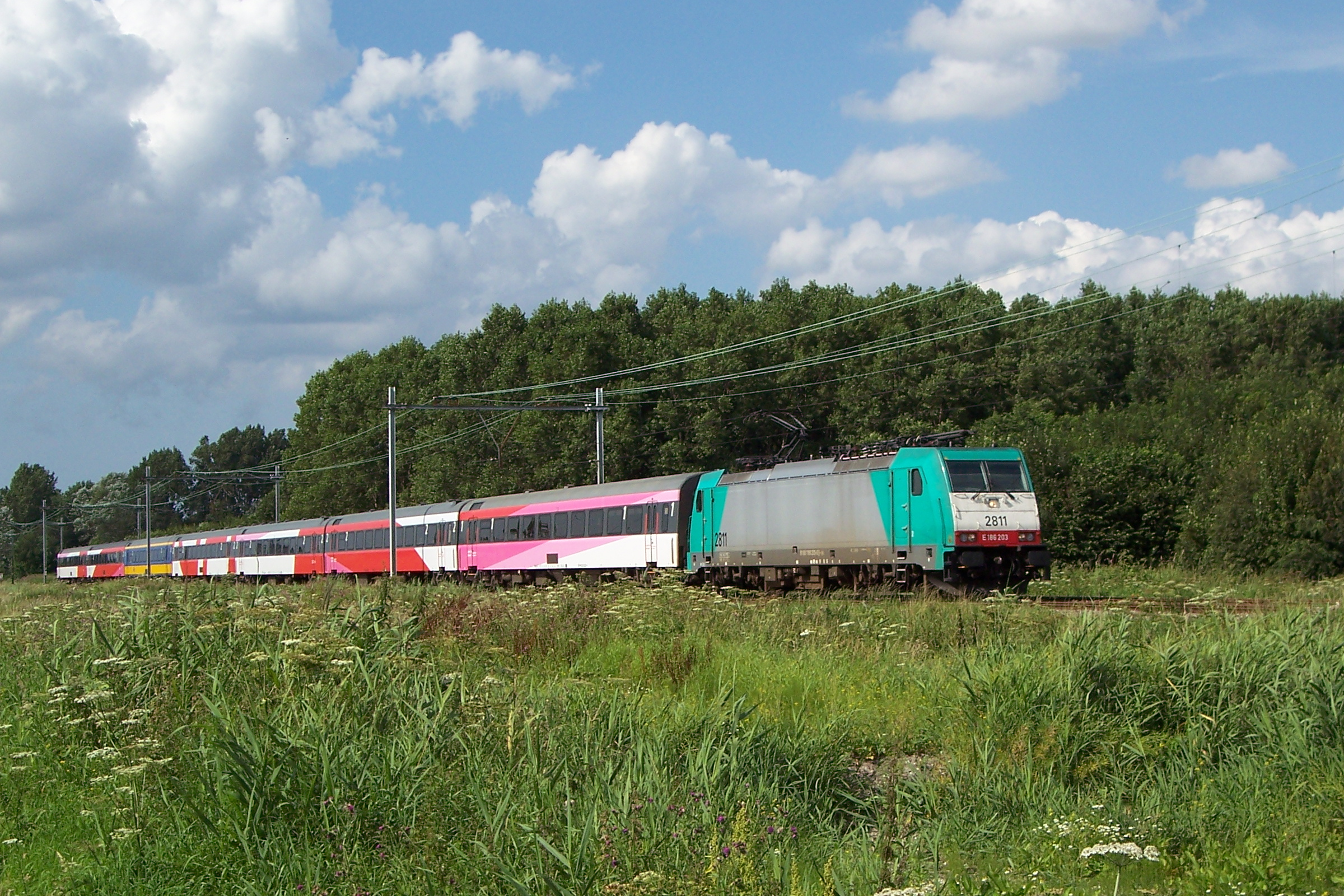
ベネルクストレイン

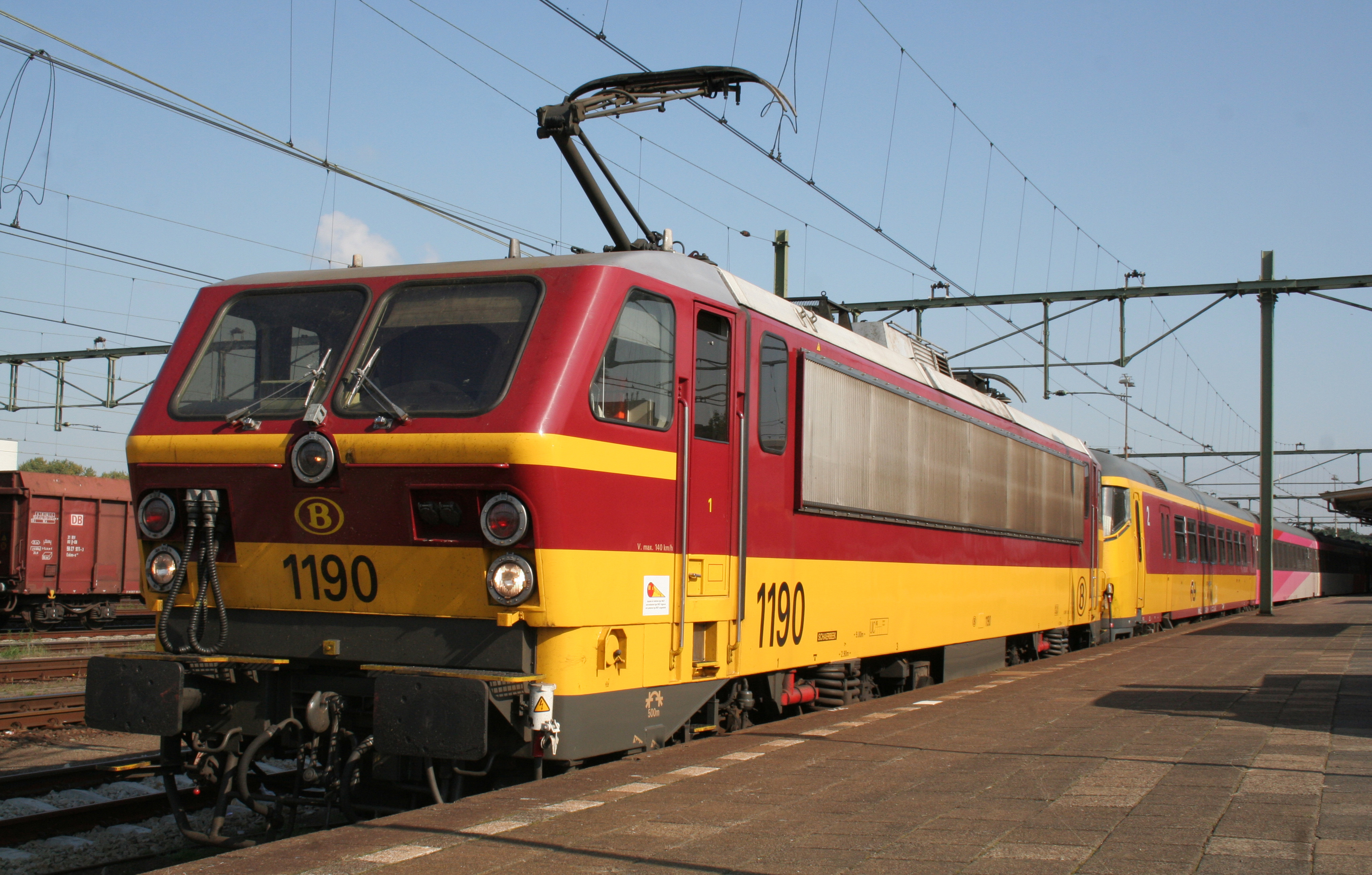
電気機関車
ベルギー国鉄HLE 11型

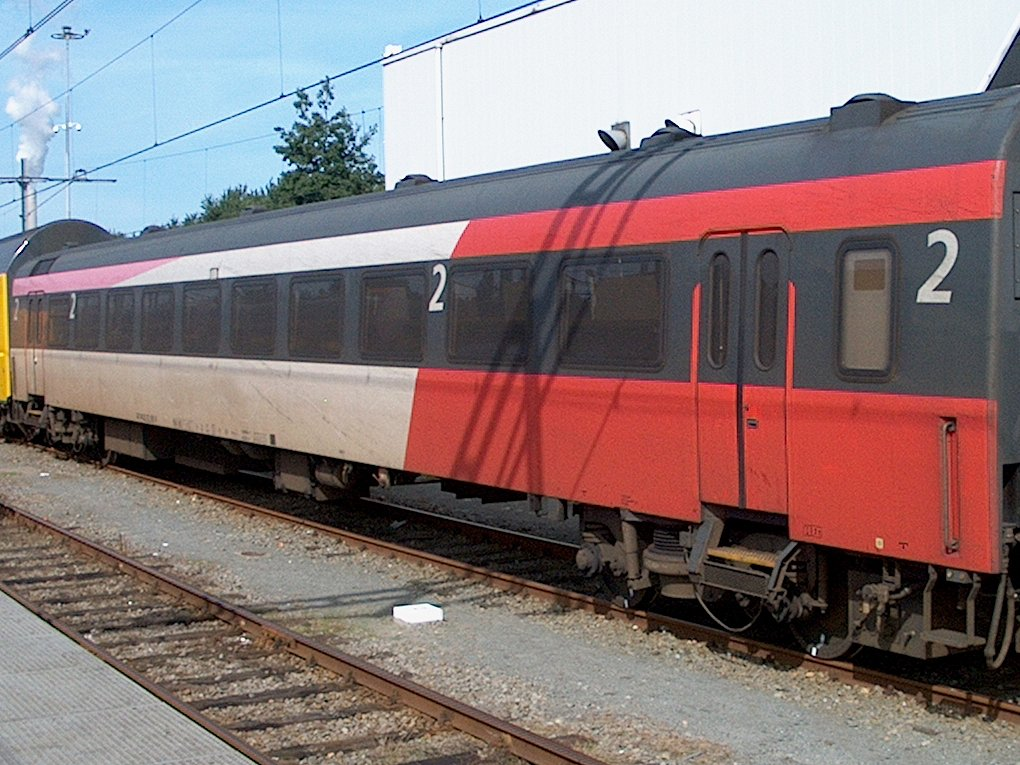
客車
オランダ高速鉄道ICR型

ベネルクストレイン（オランダ語: Beneluxtrein、フランス語: Train Benelux）は、オランダのアムステルダム中央駅とベルギーのブリュッセル南駅間を結んでいるインターシティの別称。両国の国境を接するローゼンダール駅（オランダ）とエセン駅（ベルギー）間の路線の電化が完了した1957年9月29日より、両国の鉄道事業者の共同事業として運行が開始された。
ベネルクスと名付けられているのは、当初はルクセンブルクまで運行する計画があったためであるが、ベルギーとルクセンブルク間の軌道の勾配に対して当時の電機機関車の登坂性能が足りなかったため、計画は未完に終わっている。
駅や車両での表示や、時刻表上は単にインターシティと表記されている上、両国の慣例に従いインターシティであっても特別料金を徴収しない。また、座席指定も不可能である。
電気機関車は主にベルギー国鉄のものを、客車はオランダ鉄道またはオランダ高速鉄道の車両を用いていた。
2009年にオランダとベルギーの間の高速新線（HSL-Zuid, HSL 4）が開業したことにあわせて、ベネルクストレインは同線経由のフィーラに置き換えられた。しかし、同列車が2013年にV250のトラブルにより運行を中止したことを受け、ブリュッセルとデン・ハーグを結ぶ列車が復活した。2014年内にブリュッセルとアムステルダムを直通する列車が再び設定される予定である。

## 停車駅
- アムステルダム中央駅
- スキポール空港駅
- デン・ハーグHS駅
- ロッテルダム中央駅
- ローゼンダール駅（オランダ語版）

（国境通過）
- アントウェルペン中央駅
- メヘレン駅
- ブリュッセル・エアポート・ザベンテム駅（旧名ブリュッセル・ナショナル空港駅）
- ブリュッセル北駅（週末のみ停車）
- ブリュッセル中央駅
- ブリュッセル南駅

2007年3月以前は、アントウェルペン＝ベルヘム駅に停車していたが、現在は停車しない。

## 関連事業者
- オランダ高速鉄道
- ベルギー国鉄

## 備考
現在、アムステルダム中央駅とブリュッセル南駅間の所要時間は、特別料金を徴収するタリスが2時間42分、ベネルクストレイン（インターシティ）が2時間49分とほぼ同じである。
ベネルクストレインでは、他のインターシティと違い、飲物やスナック類の車内ワゴン販売が行われている。